# Thomas Simpson (nhà soạn nhạc)
Thomas Simpson (1582-1628) là nhà soạn nhạc, nghệ sĩ violin người Anh. 

## Tiểu sử[1]
Hiện không có ghi chép gì về 15 năm đầu đời của Thomas Simpson. Có thể ông bắt đầu viết nhạc vào năm 1602, khi bản viết tay đầu tiên của ông còn tồn tại đến bây giờ được viết. Không lâu sau đó, Simpson đến Đức và trở thành một nhạc sĩ của Đức tuyền hầu Palatine của Cung điện Heidelberg. Vào năm 1608, khi còn ở Heidelberg, lần đầu tiên, ông nghe tác phẩm của William Brade. Simpson có thể dành một khoảng thời gian đến Pháp bởi vợ ông là người Pháp. Sau quá trình làm việc ở Đức, nhà soạn nhạc Anh đến Đan Mạch để phục vụ cho Christian IV với vai trò là một nghệ sĩ violin từ năm 1622 đến năm 1625. Có thể ông đã ở Copenhagen và qua đời ở đó vào năm 1628.

## Ghi chép[1]
Các ghi chép còn tồn tại của Thomas Simpson được tập hợp vào 3 bộ sưu tập lớn:
- Bộ thứ nhất là Opusculum neuwer Pavanen, được xuất bản vào năm 1610, khi ông còn sống ở Heidelberg. Bộ sưu tầm này bao gồm những tác phẩm nguyên gốc và những đoạn nhạc còn nghi vấn của Dowland, John Farmer và những nhà soạn nhạc khác.
- Bộ thứ hai mang tên Opus neuwer Paduanen. Đây là bộ sưu tập được xuất bản vào năm 1611 bao gồm những tác phẩm của chính Simpson: galliard, pavan và nhiều tác phẩm khác.
- Bộ thứ ba là Taffel-Consort, được xuất bản vào năm 1621, khi Simpson làm việc cho Lãnh địa Bückeburg của Bá tước Ernst của Holstein-Schaumburg. Bộ sưu tập này trở lại sự kết hợp giữa các tác phẩm nguyên gốc và các tác phẩm còn nghi vấn chưa rõ tác giả.